# Lymantria polycyma
Lymantria polycyma este o specie de molii din genul Lymantria, familia Lymantriidae, descrisă de Collenette 1936 Conform Catalogue of Life specia Lymantria polycyma nu are subspecii cunoscute.